# Suzdal'
Suzdal' (in russo Су́здаль?) è una città della Russia europea.

## Geografia
La città sorge nella parte centrale della Russia europea (oblast' di Vladimir); è situata sul fiume Kamenka, 26 km a nordest del capoluogo Vladimir; è il capoluogo amministrativo del distretto omonimo.

## Storia
Le prime notizie storiche su Suzdal' risalgono all'anno 999 e sono contenute nel codice di Novgorod. Nella Cronaca degli anni passati la città viene inoltre citata in una narrazione sugli eventi verificatesi nell'anno 1024. Nel XII secolo Suzdal' Jurij Dolgorukij la elesse come capitale del Principato di Rostov-Suzdal', che si trasformerà nel Principato di Vladimir-Suzdal', con la fondazione della città di Vladimir da parte di Andrea I e il conseguente spostamento del capoluogo del regno in quest'ultima. Fu la capitale del Principato di Suzdal' dalla metà del XIII secolo fino al 1392, anno in cui fu incorporata nel Granducato di Mosca. Durante il XVI secolo furono ampliati e costruiti nella città undici monasteri che fecero diventare Suzdal' un importante centro religioso. Nel 1796 diventò parte del governatorato di Vladimir.
In epoca staliniana il monastero di Sant'Eutimio fu trasformato in una prigione e campo di concentramento. Vi furono internate alcune migliaia di prigionieri di guerra, soprattutto italiani e romeni, reduci dalle battaglie sul Don (dicembre '42 – gennaio '43) e delle marce del davaj. La grande maggioranza vi morì nell'inverno del 1943 a causa del freddo, mancanza di cibo e per un’epidemia di tifo esantematico. Le condizioni della prigionia migliorarono negli anni seguenti. In seguito vi furono rinchiusi anche militari ungheresi e, per un periodo, il feldmaresciallo von Paulus con il suo Stato Maggiore. La maggior parte dei soldati italiani superstiti fu rimpatriata nel 1945, gli ufficiali nel 1946.

## Società

### Evoluzione demografica
Fonte: mojgorod.ru
- 1897: 8.000
- 1926: 6.600
- 1939: 6.600
- 1959: 9.000
- 1979: 11.500
- 1989: 12.063
- 2002: 11.357

## Monumenti e luoghi d'interesse
Con i suoi cinque monasteri rimasti e il gran numero di chiese al suo interno, monumenti dichiarati nel 1992 patrimonio dell'umanità dall'UNESCO con il nome di Monumenti bianchi di Vladimir e Suzdal', la cittadina è tutt'oggi uno dei centri principali del turismo religioso in Russia e appartiene al cosiddetto Anello d'oro.
Fra le attrazioni più rilevanti sono:
- il Cremlino di Suzdal'. È la parte più antica della città, fondato nell'ansa del fiume Kamenka. Accoglie al suo interno la Cattedrale della Natività e il Palazzo arcivescovile, eretto a più riprese fra il XV e il XVII secolo.
- la Cattedrale della Natività. Eretta fra il 1222 e il 1225 sul luogo di un precedente edificio in legno[1] è l'edificio religioso più antico della città. Venne modificato più volte nel corso dei secoli, e soprattutto nel XVI-XVII secolo. L'interno presenta una ricca decorazione a fresco e una sontuosa iconostasi.
- il monastero di Sant'Eutimio. Grande complesso eretto a partire dal 1352. Al suo interno accoglie la Cattedrale della Trasfigurazione', rivestita interamente da affreschi eseguiti da Gurij Nikitin nel 1689.

## Galleria d'immagini

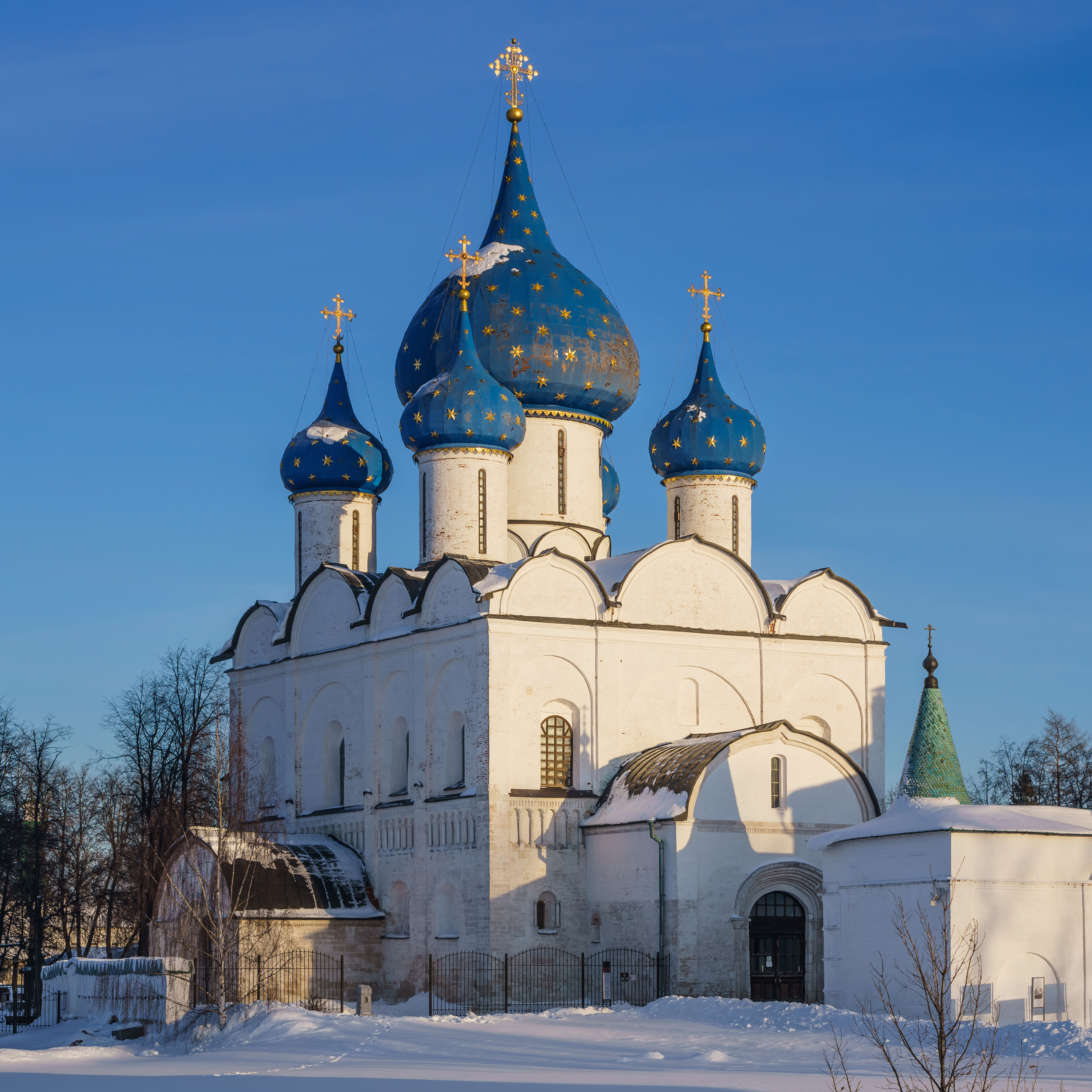
Cattedrale della Natività
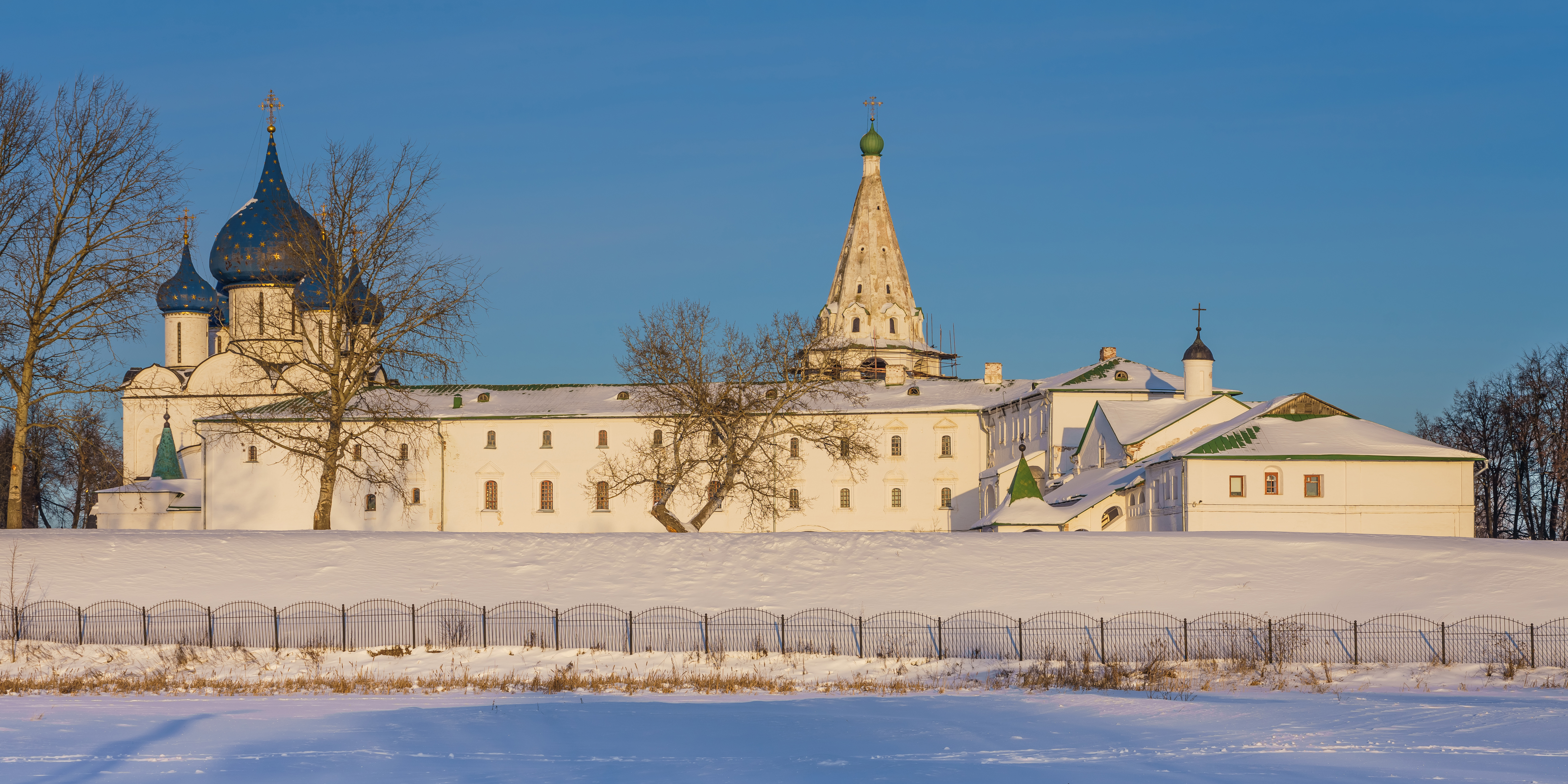
Il Cremlino
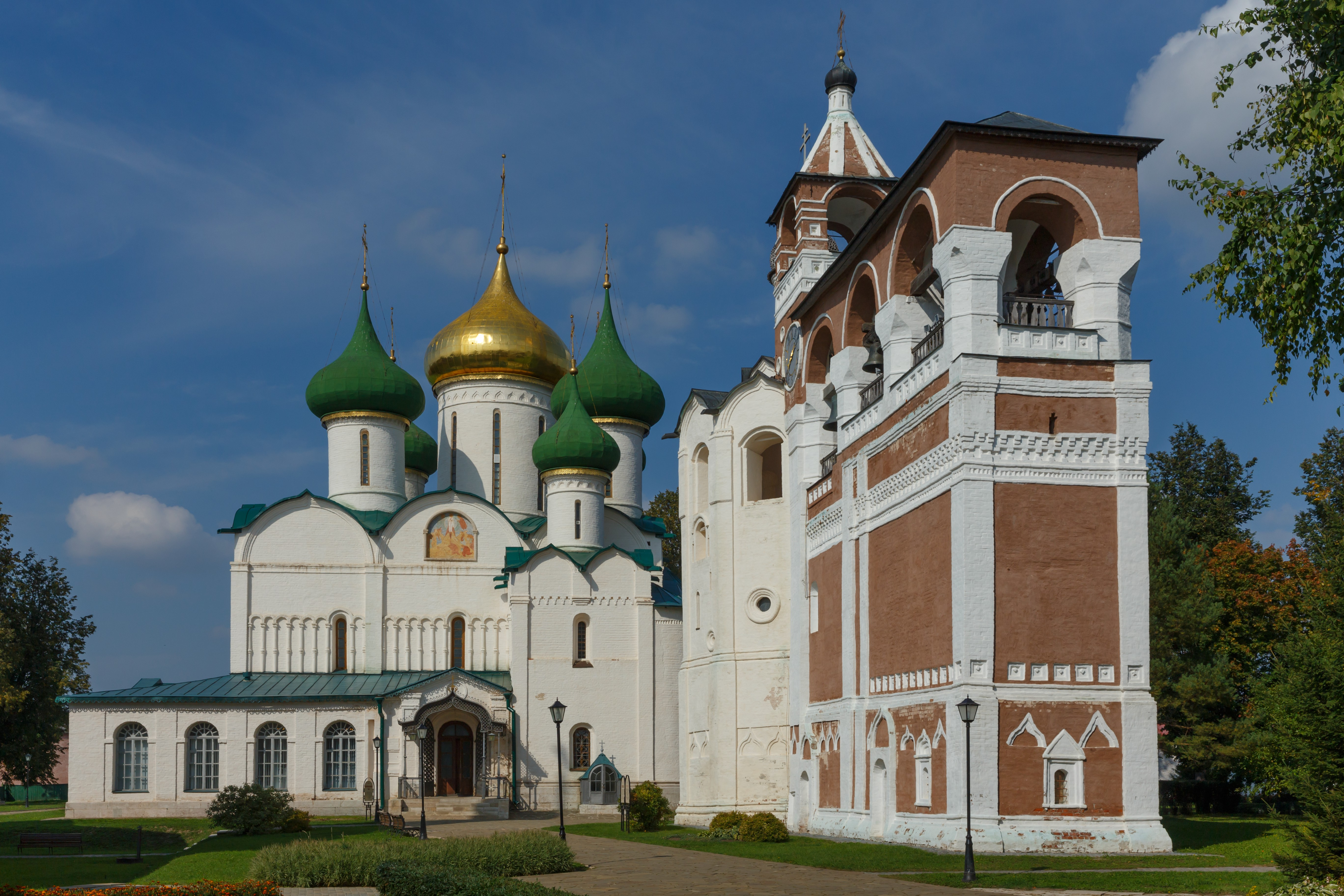
Il Monastero di Sant'Eutimio
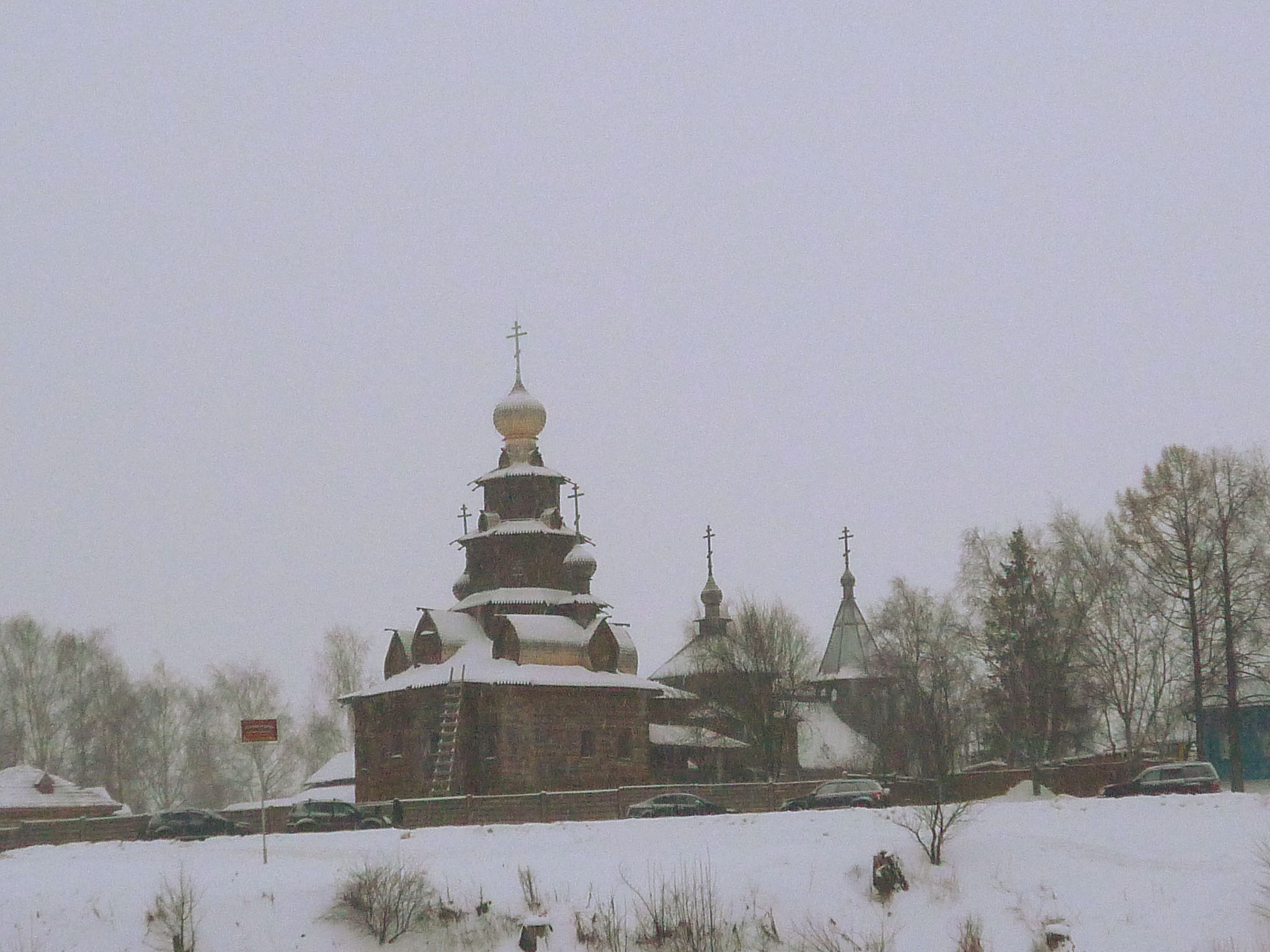
Museo dell'architettura in legno
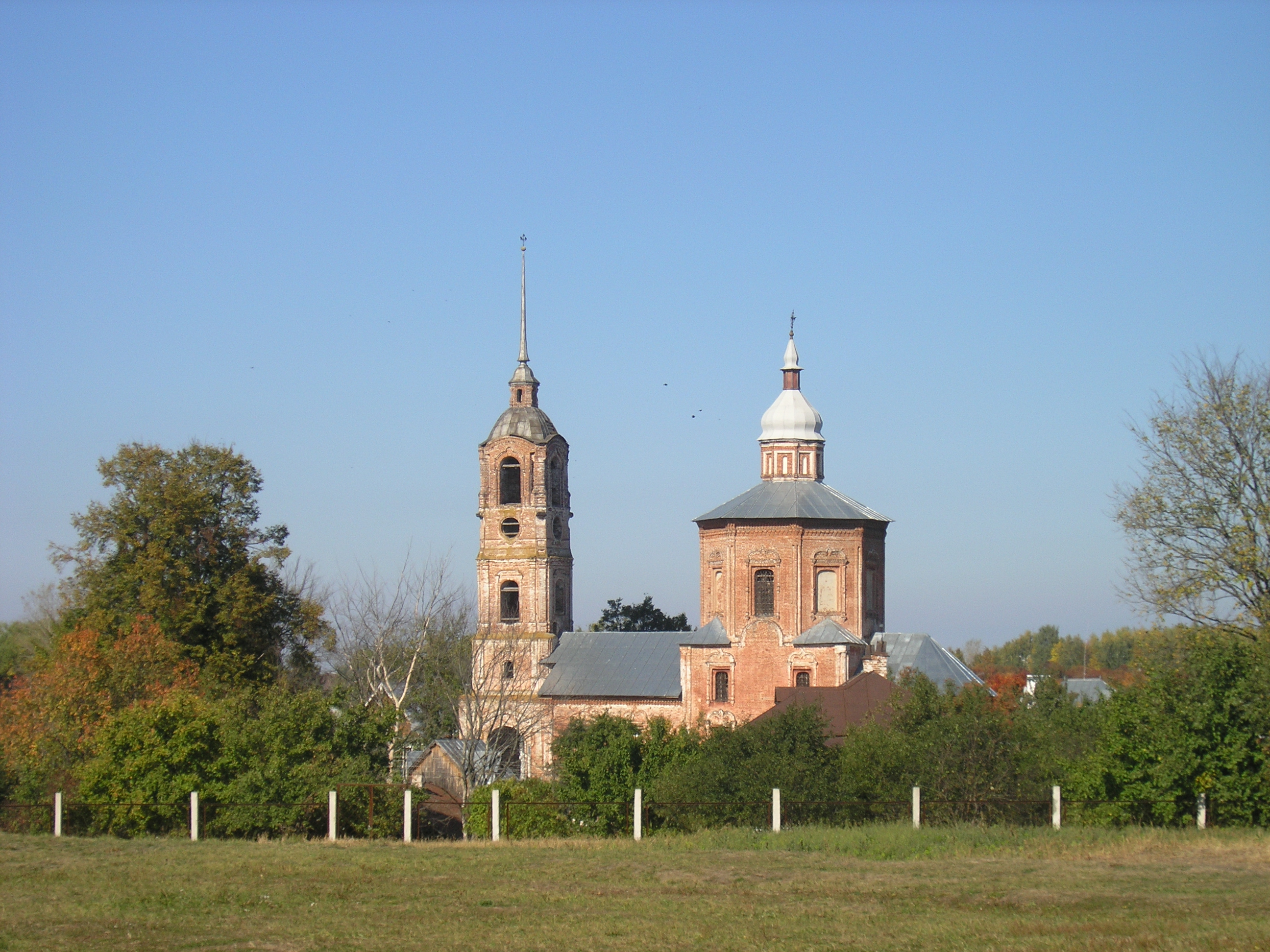
Chiesa dei santi Boris e Gleb
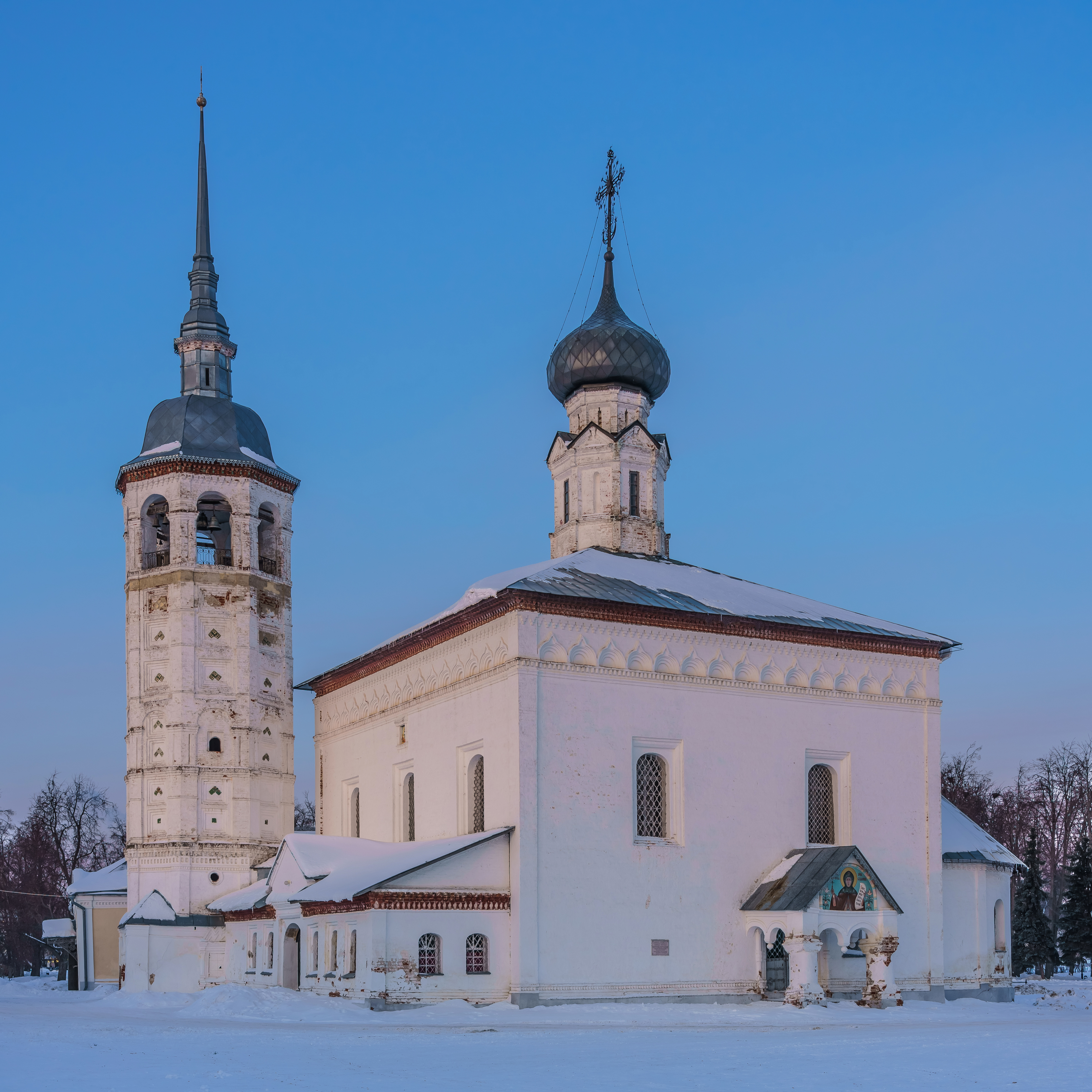
Cattedrale della resurrezione
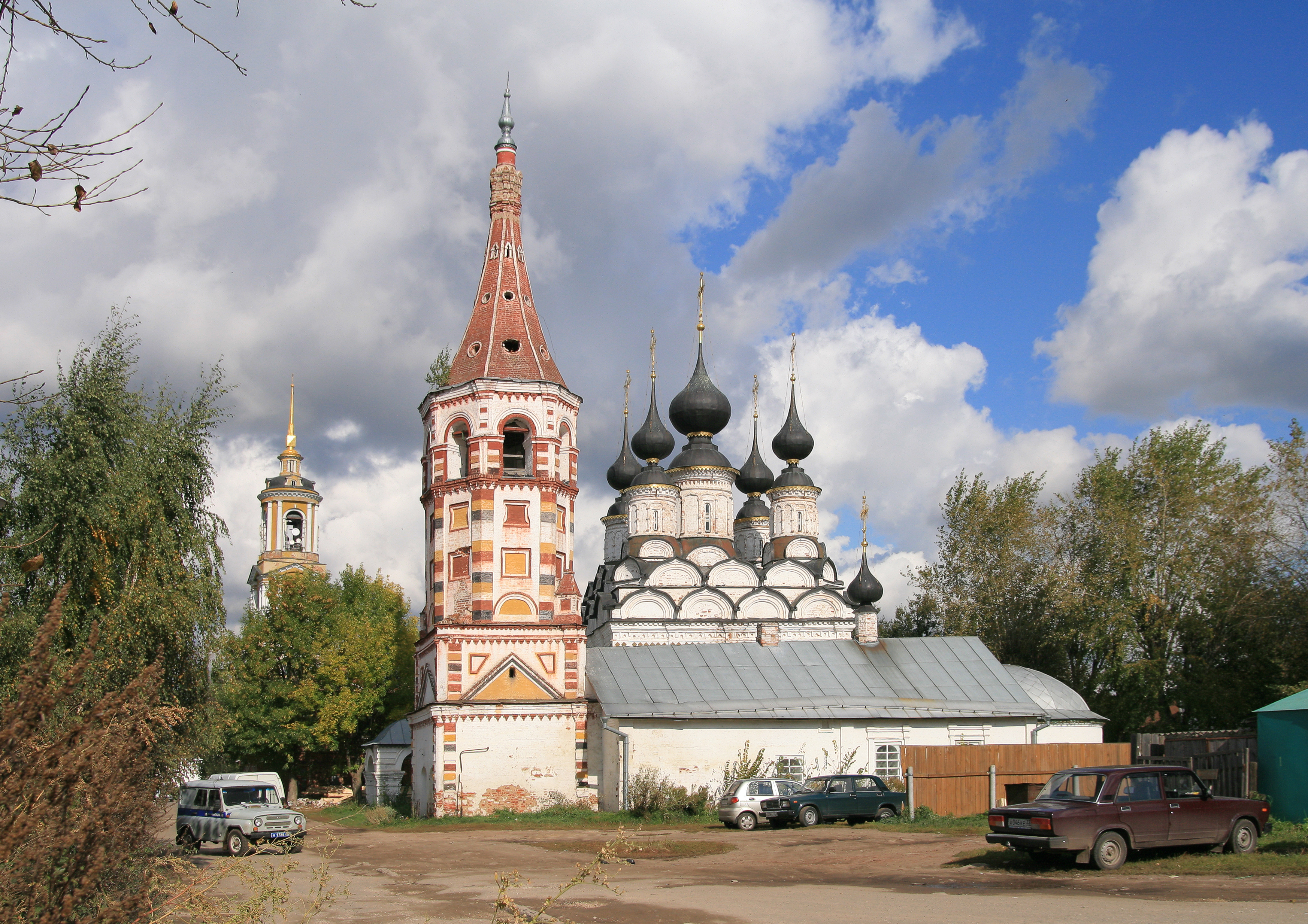
Chiesa di Antipio e Lazzaro
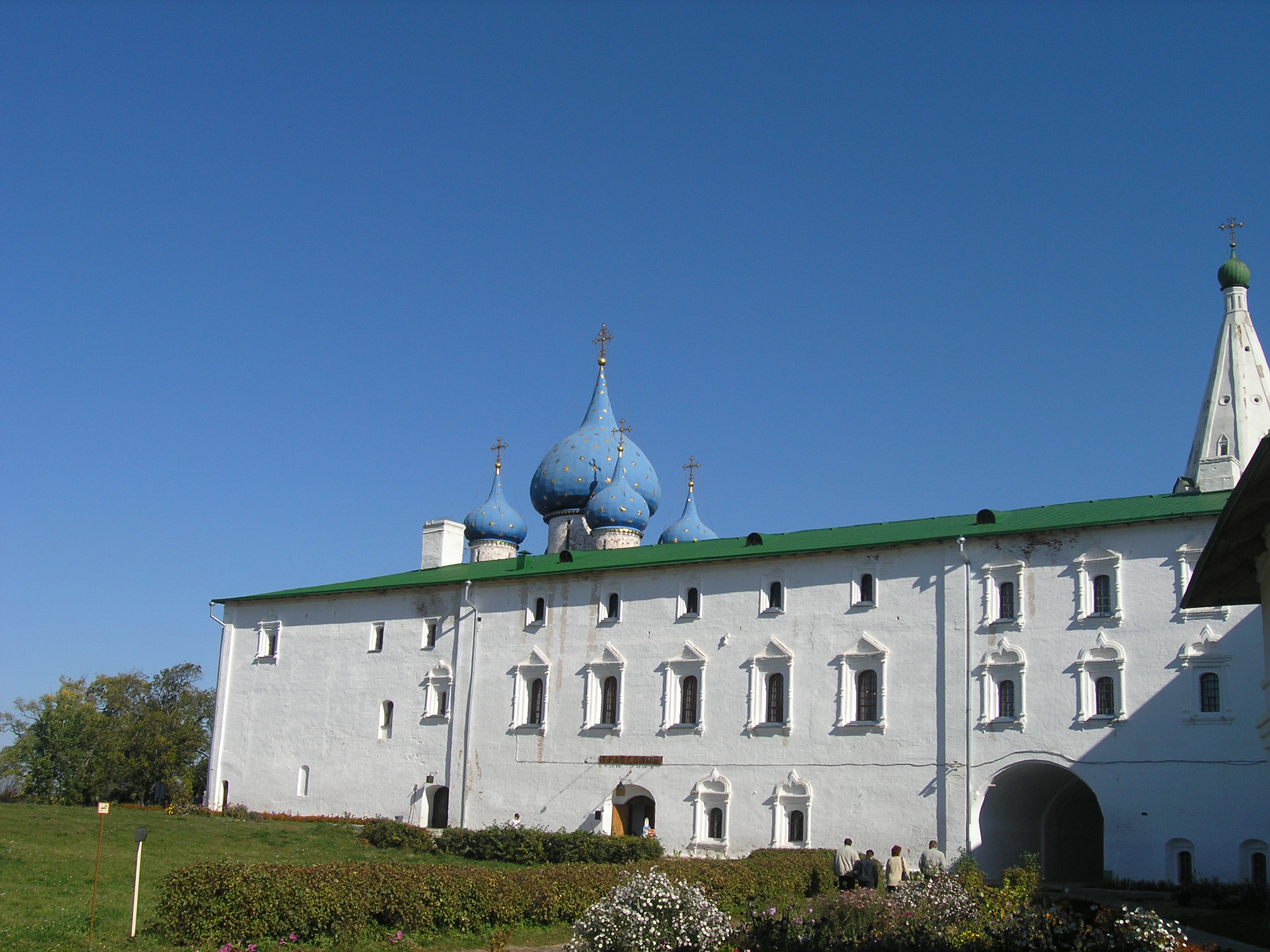
Arcivescovado
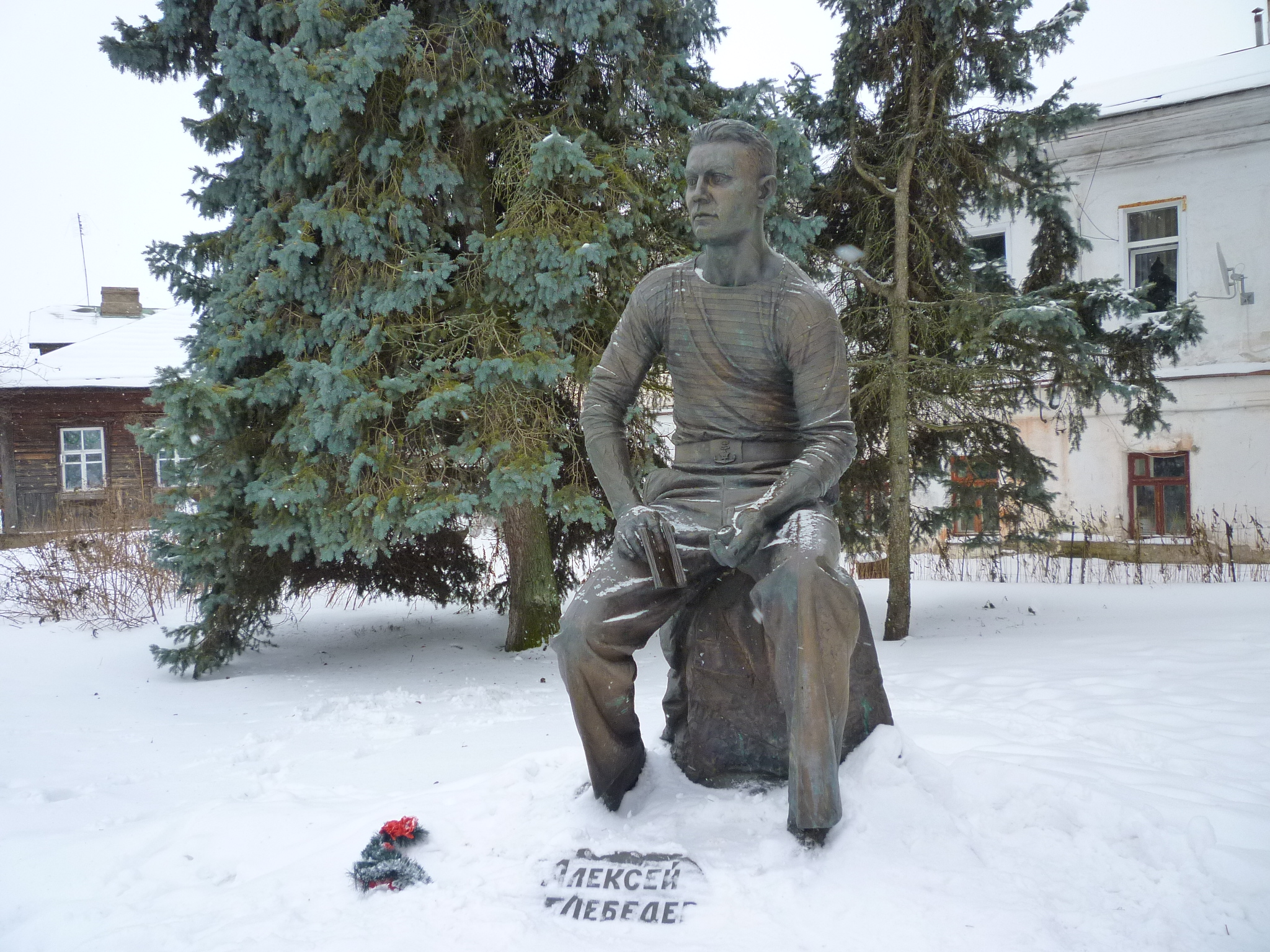
Aleksej Lebedev il giovane poeta marinaio di Suzdal' che non tornò dalla guerra
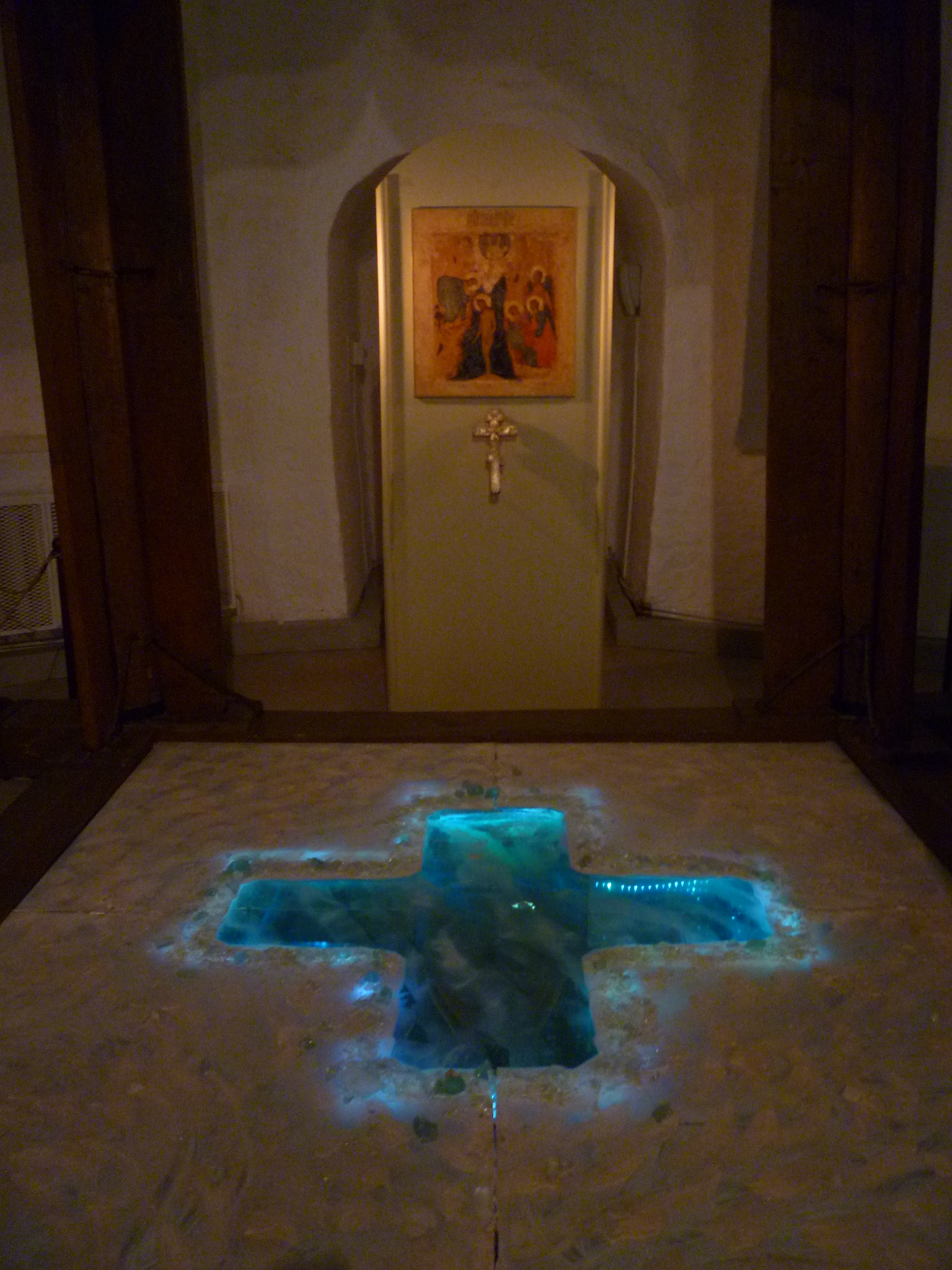
Antica fonte battesimale a forma di croce che era posta sul fiume Kamenka
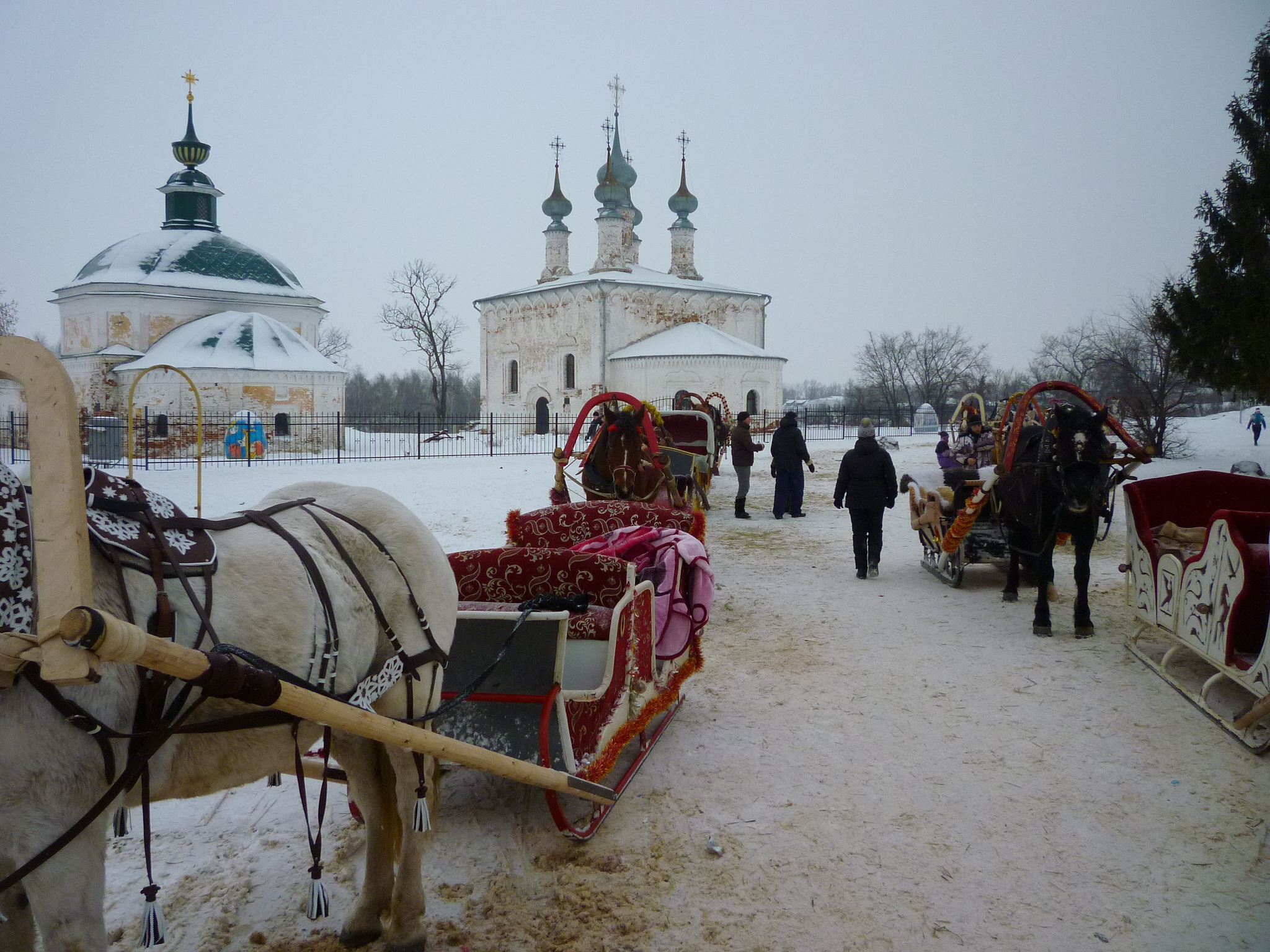
Slitte
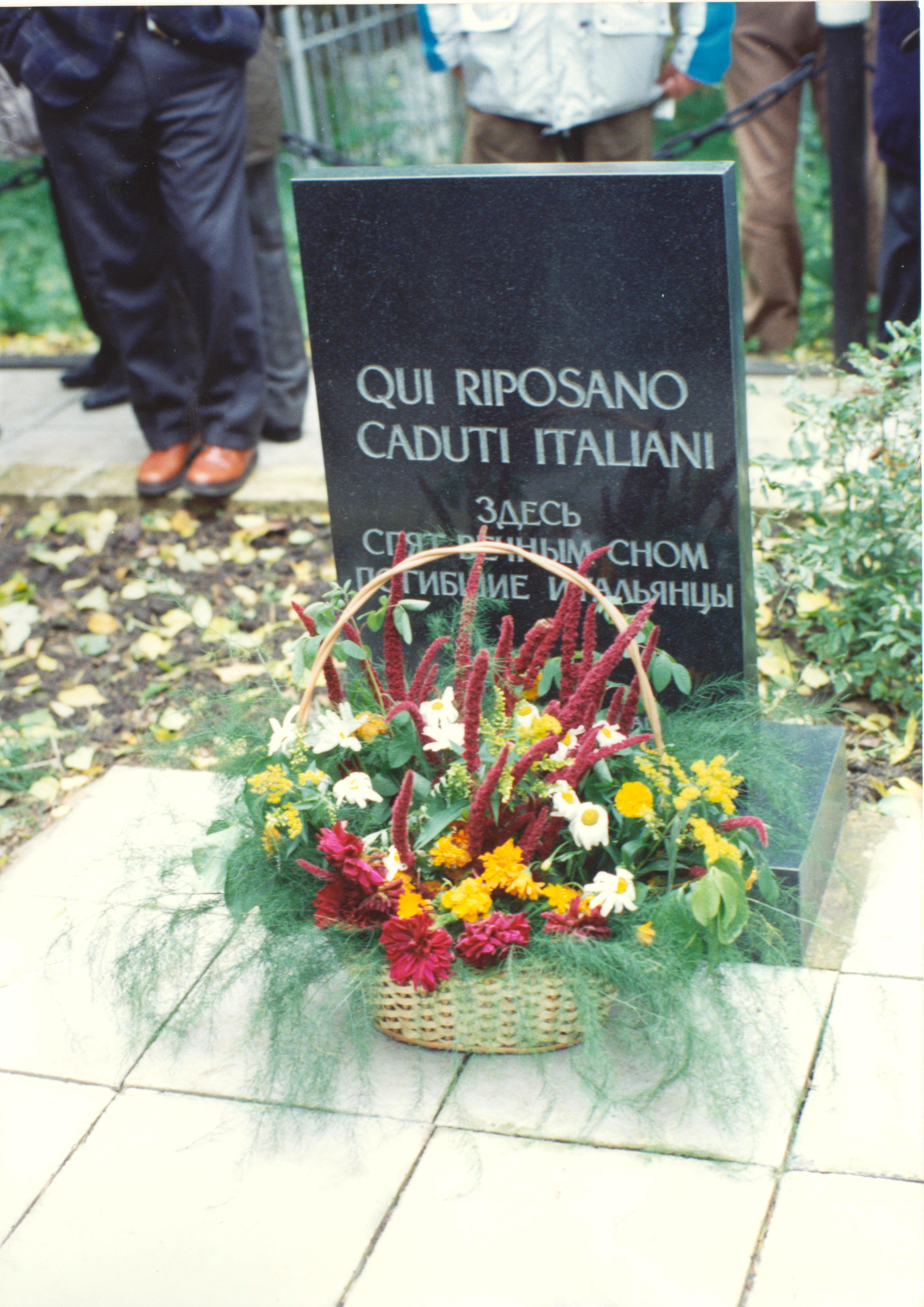
Stele in ricordo dei caduti italiani
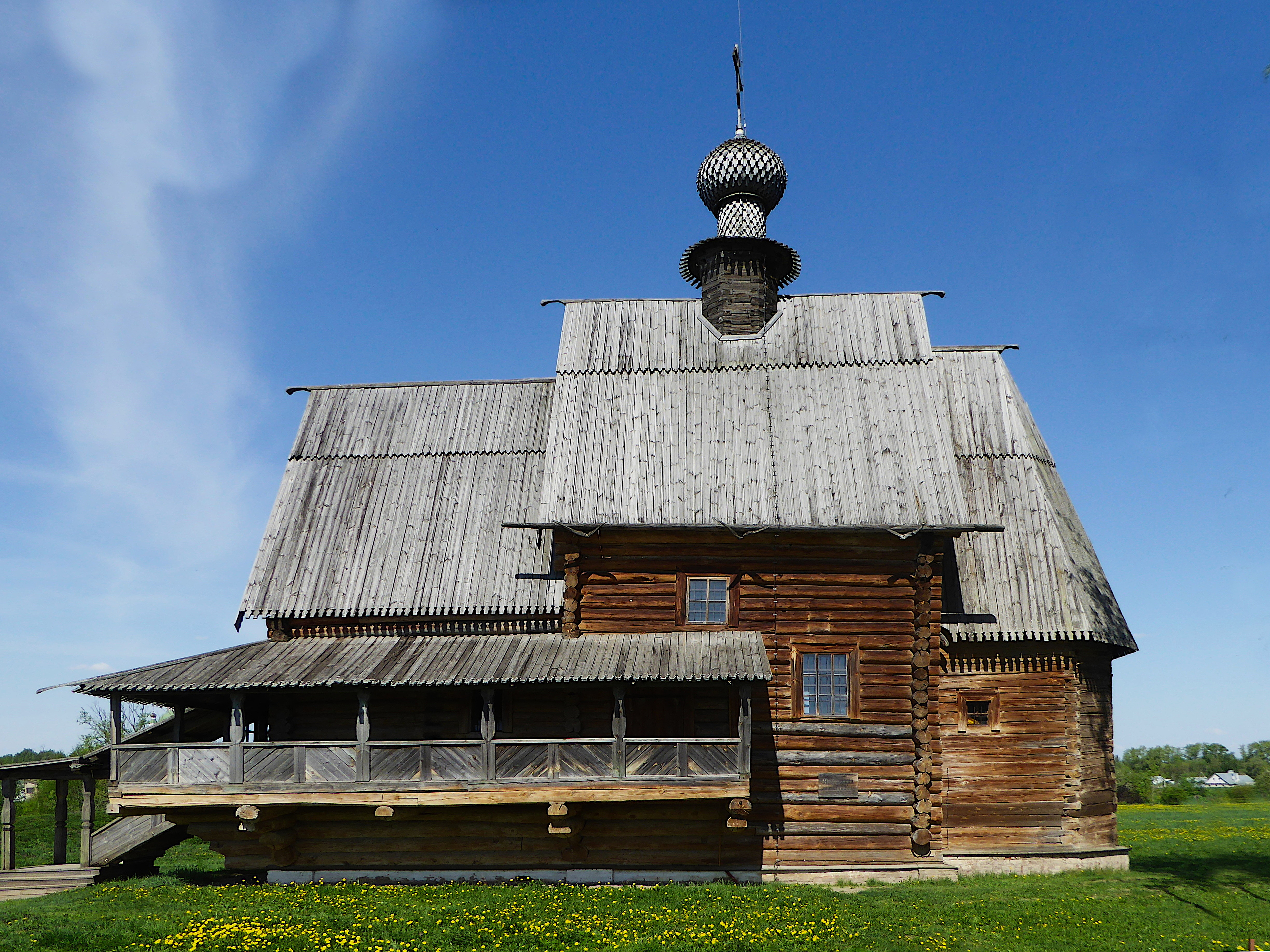
Chiesa di San Nicola